# Bâlâ Atabek
Bâlâ Atabek (auch Bala Atabek, * 27. Dezember 1985 in Istanbul) ist eine türkische Schauspielerin.

## Leben und Karriere
Atabek wurde am 27. Dezember 1985 in Istanbul geboren. Sie studierte am Müjdat Gezen Sanat Merkezi. Ihr Debüt gab sie 2008 in der Fernsehserie Benim Annem Bir Melek. Danach war sie 2009 in dem Film Eyyvah Eyvah zu sehen. Von 2010 bis 2011 spielte sie in Elde Var Hayat mit. Außerdem trat sie 2013 in Beni Böyle Sev auf. Unter anderem wurde sie 2015 für den Film Her Şey Aşktan gecastet. Atabek spielte 2016 in Tutmayın Beni die Hauptrolle. Anschließend bekam sie im selben Jahr eine Rolle in Çifte Saadet. 2022 bekam Atabek in dem Film Kuzenler Firarda die Hauptrolle.

## Filmografie
Filme
- 2009: Güneşi Gördüm
- 2009: Eyyvah Eyvah
- 2015: Saklı
- 2016: Her Şey Aşktan
- 2016: Tutmayın Beni
- 2016: Oğlan Bizim Kız Bizim
- 2019: Karakomik Filmler
- 2022: Kuzenler Firarda

Serien
- 2008–2010: Benim Annem Bir Melek
- 2010–2011: Elde Var Hayat
- 2012: Türk'ün Uzayla İmtihanı
- 2013: Beni Böyle Sev
- 2016: Çifte Saadet
- 2017: Bu Sayılmaz
- 2018: Bir Mucize Olsun
- 2019: Kızım
- 2019: Her Yerde Sen
- 2021: Menajerimi Ara
- 2021: İkimizin Sırrı
- 2022: Gizli Saklı